# Касація (судочинство)
Каса́ція (лат. cassatio «скасування») — перевірка судом третьої інстанції законності та обґрунтованості вироків і рішень суду, що набрали законної сили (тобто пройшли стадію апеляції).

## Історія касації у світі
Сучасна касація зародилася і з часом остаточно сформувалася у Франції.
З XVI століття існує спеціальна скарга Королівської ради на фр. «contrariétés et nullités» (укр. суперечливість і недійсність, нікчемність) судових рішень.
За ордонансом 1667 року «касація» визначається як порядок скасування рішень, що порушують «ордонанси» (укр. «наказ», фр. «Ordonnance», «Ordonnance royale») і едикти.
Право касації було атрибутом королівської влади і становило функцію відділення Королівської ради («conseil des parties»).
Ордонанс («ordonnance») — королівські укази у Франції і Англії, які мали силу державних законів.

## В Україні
У Радянському Союзі та Україні до «малої судової реформи» 2001 р. касацією (касаційне оскарження, касаційна скарга…) називалося те, що зараз відоме як апеляція. Верховний Суд України переглядав рішення та вироки в порядку нагляду.
з 1 листопада 2010 діяв Вищий спеціалізований суд України з розгляду цивільних і кримінальних справ (ВССУ), утворений 1 жовтня 2010 року згідно з Указом Президента України від 12 серпня 2010 року «Про Вищий спеціалізований суд України з розгляду цивільних і кримінальних справ».
Судова реформа 2016 року скасувала Вищий спеціалізований суд України з розгляду цивільних і кримінальних_справ. Відтепер згідно статті 36 частини 2 пункту 1 Закону України «Про судоустрій і статус суддів» (Із змінами на дату 12.07.2018) Верховний Суд здійснює правосуддя як суд касаційної інстанції.
Структура Верховного Суду:
1) Велика Палата Верховного Суду
2) Касаційний адміністративний суд
3) Касаційний господарський суд
4) Касаційний кримінальний суд
5) Касаційний цивільний суд.